# Hampapura, Arkalgud
Hampapura là một làng thuộc tehsil Arkalgud, huyện Hassan, bang Karnataka, Ấn Độ.